# Sapota-do-solimões
A sapota-do-solimões (Matisia cordata H.B.K.; Bombacaceae) é uma árvore brasileira.
Sinonímia: Sp:  zapote de monte, mamey colorado (Venezuela), sapote, zapote chupa chupa (Colômbia), sapota, milinillo (Ecuador), zapote (Peru); Po: sapota, sapota-do-peru; En: sapote; Fr: sapote du Pérou.
Sinonímia botânica: Matisia cordata Humb.& Bonpl., Quararibea cordata (Humb. & Bonpl.) Vischer.

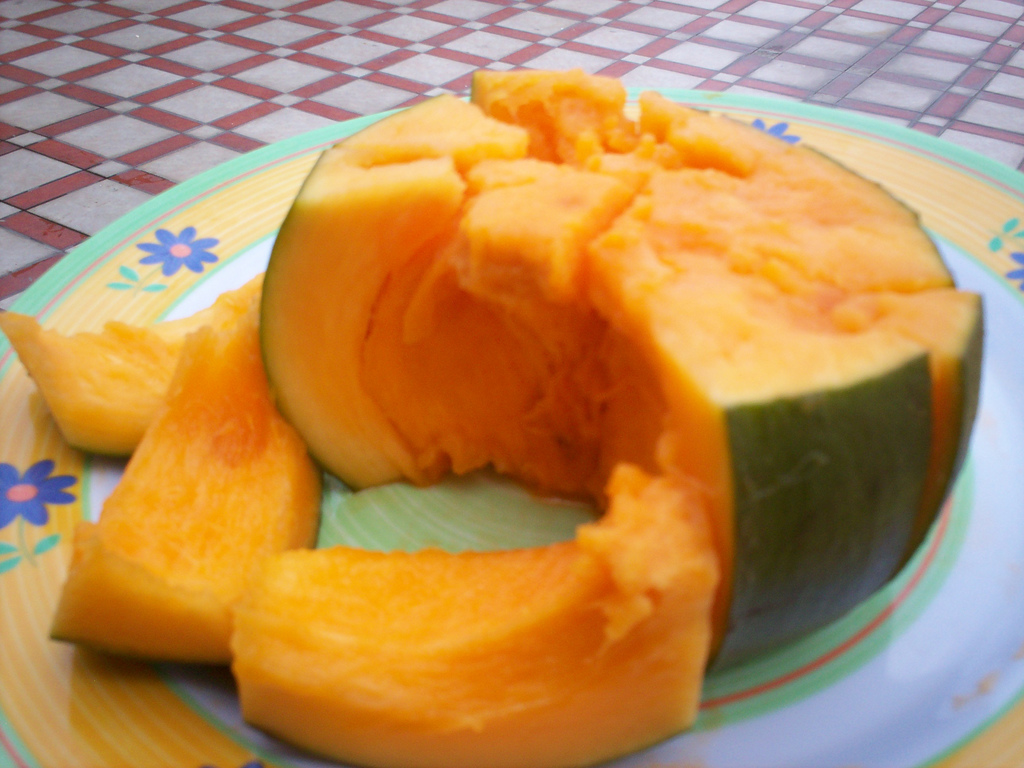
Fruto de Matisia cordata